# Nicola Lettieri
Nicola Lettieri (Rofrano, 23 marzo 1923 – Roma, 3 aprile 2004) è stato un politico italiano.

## Biografia
Esponente della Democrazia Cristiana. Nel 1963 viene eletto per la prima volta deputato, venendo confermato per un totale di cinque legislature, rimanendo in carica ininterrottamente fino al 1983. Fu sottosegretario all'Interno nei governi Andreotti III, IV e V, guidò il Comitato di crisi del Viminale durante i 55 giorni del sequestro Moro; fu sottosegretario all'Interno anche nel governo Cossiga I.
Muore nell'aprile 2004, all'età di 81 anni.